# Маріо Куомо
Маріо Метью Куомо (англ. Mario Matthew Cuomo; нар. 15 червня 1932, Квінз, Нью-Йорк — пом. 1 січня 2015, Нью-Йорк) — американський політик. Він був 56-им губернатором штату Нью-Йорк з 1983 по 1994. Його син Ендрю Куомо був губернатором Нью-Йорка з 2011 до 2021 року.
У 1953 він отримав ступінь бакалавра, а у 1956 — диплом юриста в Університеті Сейнт-Джон у Нью-Йорку.
Куомо був кандидатом у мера Нью-Йорка (1977). Державний секретар з 1975 по 1978, віце-губернатор з 1979 по 1982, у 1983–1995 роки він працював губернатором штату Нью-Йорк. У боротьбі за новий термін програв кандидату від Республіканської партії Джорджу Патакі. На президентських виборах у 1988 і 1992 згадувався як потенційний кандидат від демократів на посаду президента.
Куомо був відомий своїми ліберальними цінностями, зокрема його сильній позиції проти смертної кари. Він був католиком, але відчував, що моральні рішення (наприклад, аборт) має бути передбачений для фізичних осіб.